# متحف يوكوهاما للكاري

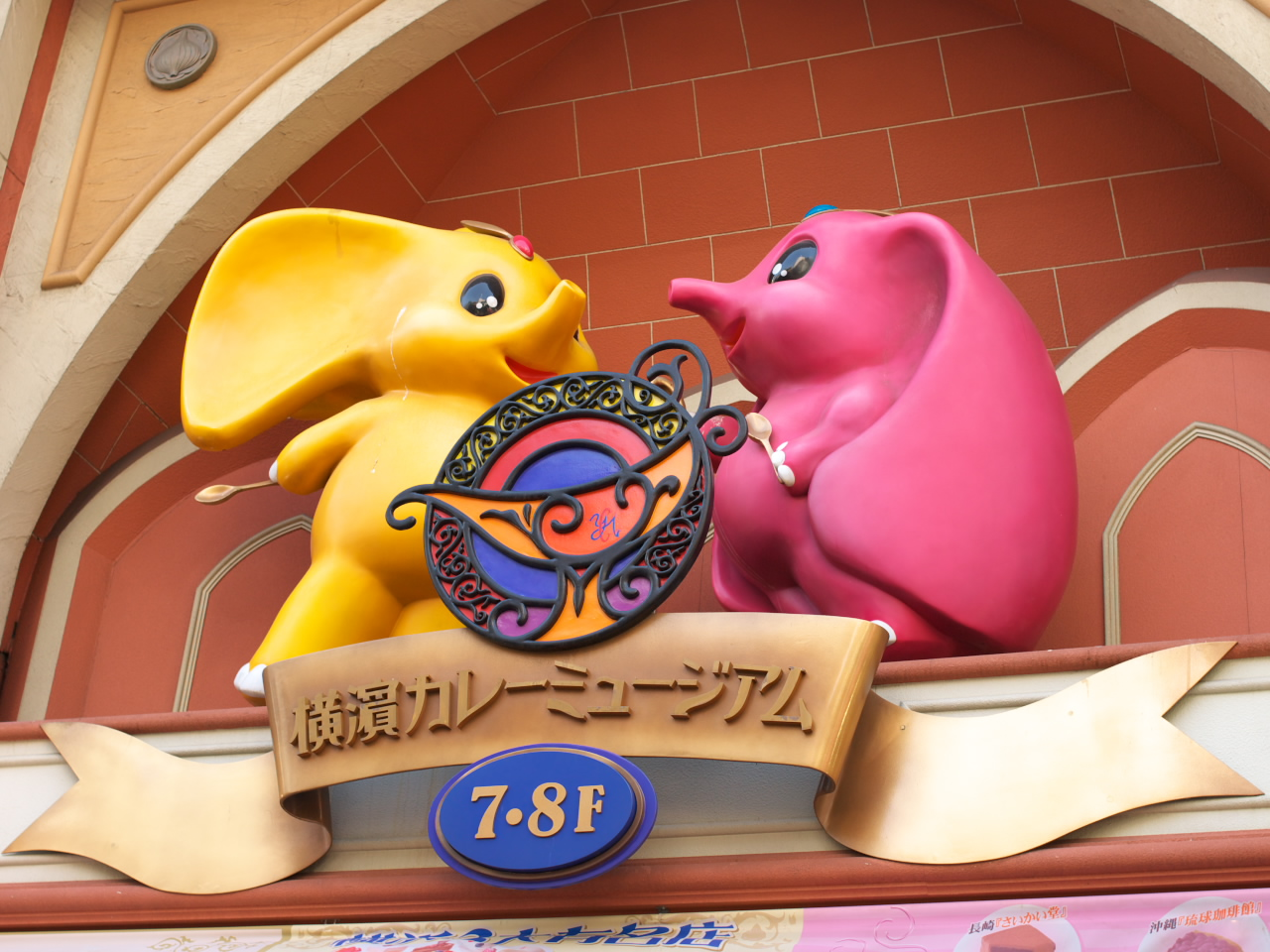
مدخل المتحف في مارس سنة 2007

متحف يوكوهاما للكاري (باليابانية: 横濱カレーミュージアム، بالروماجي: Yokohama Karē Myūjiamu) كان مطعما ومتحفا تاريخيا للكاري في مقاطعة إسيزاكيشو بميناء مدينة يوكوهاما باليابان بين سنتي 2001 و 2007. كانت تتوفر فيه عدة أنواع من الكاري، وتتنوع من وجبة كاملة إلى خيار تذوق سريع.
شبه تصميم المتحف ميناء يوكوهاما في أواخر القرن 19. كانت المعروضات مصفوفة على طول الجدران وبجزء من الموقع المركزي مبني على شكل سفينة في ميناء، وكان بالطابق الثامن كوخ يضم أدوات راديو شيفرة مورس.
فتحت شركة ماتاهاري المحدودة المتحف يوم 26 يناير 2001، وأغلقته يوم 31 مارس 2007. عند نهاية نونبر سنة 2006 كان عدد زوار المتحف قد بلغ 8,7 مليون زائرا.

## وصلات خارجية
- الموقع الرسمي (باليابانية)
- الموقع الرسمي لشركة ماتاهاري المحدودة. (باليابانية)